# Realitätsschock: Zehn Lehren aus der Gegenwart
Realitätsschock: Zehn Lehren aus der Gegenwart ist ein Sachbuch des deutschen Schriftstellers und Bloggers Sascha Lobo aus dem Jahr 2019.

## Inhalt
Das Buch beginnt mit dem Satz „Plötzlich müssen wir erkennen, dass die Welt anders ist als gedacht oder erhofft“; die Welt scheint aus den Fugen geraten und man versteht sie nicht mehr. Die Menschen werden „...der Hoffnung beraubt, Politik, Wirtschaft und Eliten hätten eine gewisse Kontrolle über den Lauf der Dinge.“
Lobo verspricht „...essayistische Annäherungen an die Gegenwart, gestützt von Fachmeinungen, wissenschaftlichen Studien und Analysen sowie ... <seiner> eigenen Expertise“ und bezieht sich in seinem Vorgehen auf Ulrich Becks 2016 erschienenen Buch Die Metamorphose der Welt.
In zehn Kapiteln werden folgende Themen behandelt:
- Klimakrise, mit Plastikschwemme und vegane Visionen
- Migration, insbesondere aus Afrika
- Integration, insbesondere der Ausländer in die Gesellschaft
- Rechtsruck
- China, mit autoritärer Herrschaft, Digitalkapitalismus und Wohlstandswachstum
- Arbeit und Künstliche Intelligenz
- Digitale Gesundheit, mit der Vision der Digitalisierung als Lösung vieler Probleme
- Sozialmedien und Shitstorms, mit den Beispielen Drachenlord und der Rolle Facebooks bei der Verfolgung der Rohingyas in Myanmar
- Hoffnung, mit einem Lob auf die Jugend

In der Originalausgabe ist ein Link auf ein als Download bereitgestelltes 11. Kapitel enthalten: Realitätsschock der Parteien.
2020 wurde für die Taschenbuchausgabe ein Kapitel ergänzt: Der Corona-Schock.

## Rezeption
Das Buch war in der Spiegel-Bestsellerliste. Es stieg im September 2019 auf Platz 4 der Kategorie Sachbuch ein.
Die Rezensionen sind überwiegend positiv. So meint Eva Luber auf literaturzeitschrift.de, dass „...Lobos Konzept nachvollziehbar und immer auch erfrischend war.“ Sie lobte „seine große Sachkenntnis und Erfahrung im Netz“. Auf der Internetseite lesen.bayern.de des Staatsinstitutes für Schulqualität und Bildungsforschung wurde über das Buch geschrieben: „Gerade die Digitalisierung und die Globalisierung trügen entschieden zur Verunsicherung der Menschen bei, die wiederum die Veränderungen als 'Realitätsschock' erfahren. In seiner Zusammenstellung verzichtet Sascha Lobo auf effektheischende Thesen, sondern bettet die einzelnen Themen jeweils in einen größeren Zusammenhang ein.“
Dietmar Langusch vermerkte in seiner Rezension auf Lehrerbibliothek.de: „Rasant und brillant geschrieben, bindet er den Leser in seine Gedankenwelt ein, beschreibt den stattfindenden Wandel und erklärt ihn aus seiner Sicht, bevor er auf die Auswirkungen eingeht. Langweilig wird es beim Lesen dieses Buches gewiss nicht!“. Die 3Sat-Fernsehsendung Kulturzeit merkte im September 2019 an: „In seinem neuen Buch „Realitätsschock“ analysiert Sascha Lobo, warum die Welt aus den Fugen geraten ist und was wir aus den dramatischen Veränderungen lernen können.“
Auch Michael Blume (scilogs.spektrum.de) ist angetan: „Kapitel für Kapitel schildert Lobo Chancen, Handlungsdruck und auch Gefahren – die jeweils in der Verweigerung vor Veränderung wie auch in kritikloser Technikbegeisterung stecken können...Wer in den kommenden Jahren auf der Höhe über Digitalisierung und ihre komplexen Folgen mitdiskutieren möchte, sollte dieses Buch gelesen haben.“
Kritisiert wurde von Eva Luber beim Thema Gesundheit das Fehlen der sonst durchschimmernde Systemskepsis – dieses Kapitel müsse überarbeitet werden. Michael Blume bemängelte beim Thema Antisemitismus Lobos Verwendung des „überholten und verharmlosenden Terminus der “Verschwörungstheorie”“ statt „Verschwörungmythen“.

## Ausgaben
- Sascha Lobo: Realitätsschock: Zehn Lehren aus der Gegenwart, Gebunden, 400 Seiten, Kiepenheuer und Witsch, Köln 2019, ISBN 978-3-462-05322-7
- Sascha Lobo: Realitätsschock: Zehn Lehren aus der Gegenwart + neu: Der Corona-Schock, Broschur, 432 Seiten, Kiepenheuer und Witsch, Köln 2020, ISBN 978-3-462-00043-6